# Adhesion

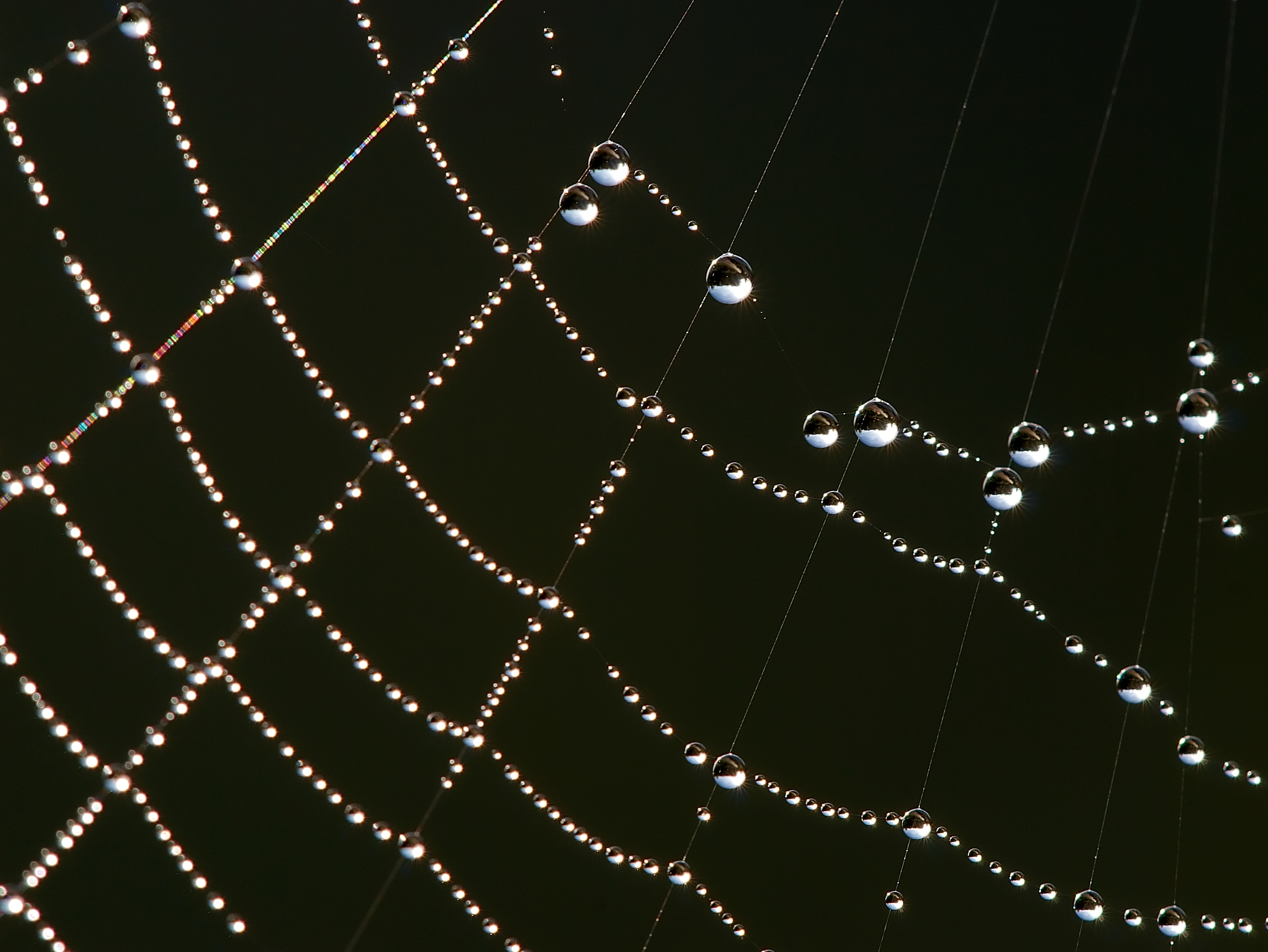
Daggdroppar på ett spindelnät - ett adhesionsfenomen.

Adhesion är den molekylära vidhäftning som finns mellan två kroppar vid nära kontakt. Detta skall skiljas från friktion, som i stället uttrycker det motstånd som finns mellan två kroppar som glider mot varandra, och kohesion som är de molekylära krafter som håller ihop ett och samma material.

## Verkan av adhesion
Om två helt plana skivor av exempelvis glas eller metall trycks mot varandra, krävs en betydande kraft för att åter skilja dem åt sedan trycket upphört, beroende på adhesion. I ett sådant fall bidrar också lufttrycket till den mekaniska effekten (skenbar adhesion). Om plattorna förskjuts längs efter varandras ytor, är de lättare att skilja åt.
Många tekniska processer bygger på adhesionen mellan fasta kroppar, exempelvis målning, limning, kittning och lödning.
Även vätskor visar upp adhesion vid fasta kroppar, vilket kan observeras genom att om en fast kropp doppas ner i en vätska och sedan lyfts upp, hänger droppar av vätskan ofta med upp. När en gas utvecklas ur vätska i ett glaskärl kan man ofta observera hur gasblåsorna vid kärlets väggar håller sig kvar längst, vilket visar att även gaser visar adhesion vid fasta kroppar. Vätskors egenskap, att väta vissa fasta kroppar kommer sig av att adhesionen mellan vätskan och den fasta kroppen är större än kohesionen mellan vätskans egna partiklar. Vatten breder ut sig över en ren glasskiva eller väter densamma, medan uthällt kvicksilver samlar sig i droppar eftersom adhesionskraften mellan kvicksilvret och glaset är mindre än kohesionskraften mellan kvicksilvermolekylerna. Adhesionen spelar en viktig roll vid kapillära fenomen.